# PR-AV 41
El sendero PR-AV 41 Laguna del Duque es un sendero de Pequeño Recorrido que permite alcanzar la laguna del Duque partiendo de la central hidroeléctrica del Chorro, en la localidad de Solana de Ávila. Este sendero está pendiente de homologación por la Federación de Deportes de Montaña y Escalada y Senderismo de la Junta de Castilla y León (FDMESCYL).
La ruta se enmarca en el espacio protegido del parque regional de la Sierra de Gredos.

## Descripción del recorrido
El punto de partida se encuentra en el aparcamiento existente en la central hidroeléctrica del Chorro. La laguna del Duque es la laguna glaciar de más fácil acceso de la Sierra de Gredos. Durante el recorrido se pueden observar gran variedad de especies vegetales.
Se trata de un trayecto circular, que se lleva a cabo a pie (2,5 h). tiene una longitud de 5,1 km y un desnivel de subida de 252 m. 
La época recomendada es primavera, verano, otoño. La dificultad de la ruta es media.